# ماندر
ماندر (به هلندی: Mander) یک منطقهٔ مسکونی در هلند است که در توبرخن واقع شده‌است. ماندر ۴۰۰ نفر جمعیت دارد.